# Klein Constantia
Клейн Констанция (англ. и африк. Klein Constantia) — южноафриканское винодельческое хозяйство, расположенное на полуострове Кейп, в горном районе в предместье города Кейптаун — Констанции. Ведёт своё происхождение от старейшего сельскохозяйственного поместья страны — Groot Constantia, основанного в 1685 году голландскими колонистами.

## История
Винодельня Klein Constantia («Малая Констанция») является старейшим хозяйством страны и производителем одних из самых известных вин региона. В 1685 году первый голландский губернатор Капской колонии Симон ван дер Стел основал сельскохозяйственное поместье Groot Constantia, где среди прочих продуктов стали выращивать и виноград. Губернатор лично выбрал место, где разбили виноградник и назвал его в честь своей жены — Констанции. Поместье впоследствии было разделено на три части: Groot Constantia, Klein Constantia и Constantia Uitsig. «Вино из Констанции», созданное из сорта мюскадель, пользовалось в XIX веке всемирной славой, поклонниками были королевские особы. В 1880-е годы посадки были повреждены в результате эпифитотии филоксеры и производство прославленного вина было прекращено. 

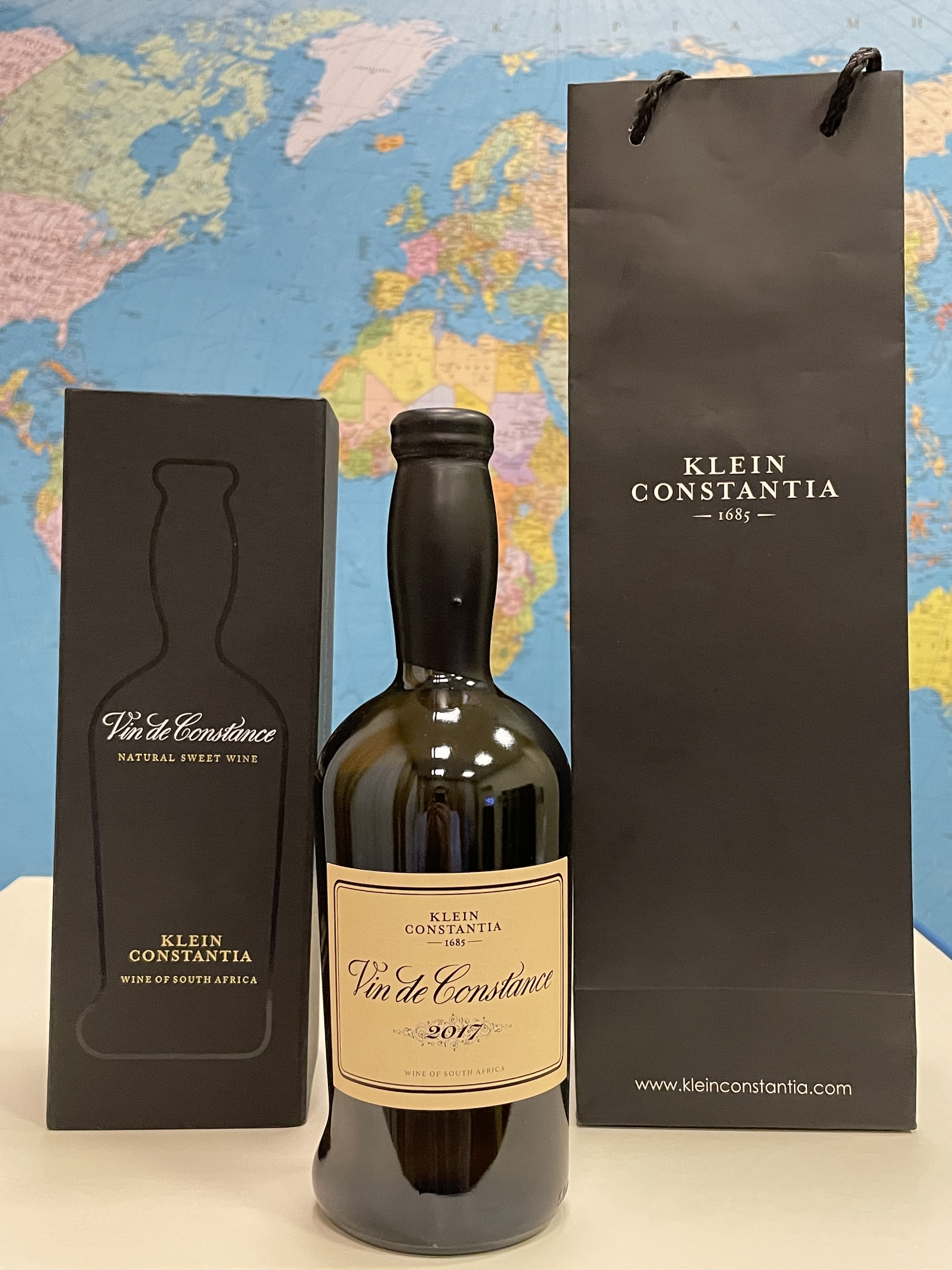
Мускатное вино Vin de Constance, выпускаемое в традиционных бутылках XVIII века

Населённый пункт Констанция, является старейшим винодельческим районом, округом (вард — ward). Он расположен в пределах юго-восточных склонов гор, разделяющие Кейптаун и залив Фолс Бэй (False Bay). На этой небольшой территории под виноградники отведено 500 га и расположено всего семь хозяйств (наиболее известные — Buitenverwachtig, Groot Constantia, Klein Constantia, Constantia Glen, Steenberg), но благодаря историческому приоритету в производстве вина, уникальным почвам и климату район получил особый статус в ЮАР. Виноградники Klein Constantia занимают 146 га и находятся на высоте около 300 м над уровнем моря. В 2012 года винодельня была приобретена четырьмя иностранными совладельцами европейского происхождения. По оценке авторов французского винного издания «Le Grand Larousse du vin», хозяйство завоевывает симпатии рядом достоинств: «Сегодня виноградные лозы поливают с помощью орошения, и некоторые объясняют этим определённую „нехватку тела“ в современной Констанции. Вероятно, это также объясняется возрастом виноградных лоз и особенно преднамеренным желанием не слишком атаковать нёбо современного потребителя. Короче говоря, вино Constance — также ностальгическое вино, которое соблазняет как своей историей, так и прекрасными ощущениями».
В современную эпоху вино производилось из следующих сортов: 
- красное — каберне совиньон, каберне фран, мерло, шираз, пти вердо, мальбек;

- белое — совиньон блан, шардоне, рислинг, семильон, мускат де фронтиньян.

Наиболее известными винами компании признаются бордосского типа красные Marlbrook (Мальбрук), а также особая гордость винодельни — мускатное Vin de Constance, которое производится по возрождённому рецепту, выдерживается пять лет в традиционных бутылках XVIII века и в них же поступает в продажу.

## В культуре
Известно, что в период нахождения в ссылке на острове Святой Елены (1815—1821), Наполеон выпивал в год около 1200 литров вина. На острове было осложнено ведение сельского хозяйства и местное население удивлялось значительному потреблению продуктов и вина (расцениваемого в то время как «роскошь») французами в 1816 году. Известно, что в тот период «пленные особы» раз в две недели получали 630 бутылок вина. В частности, имеются сведения, что с октября по конец декабря 1816 года в Лонгвуд для окружения императора «было доставлено 3716 бутылок: 830 бордо, 72 рейнского, 36 шампанского, 2030 бутылок из Кейптауна, 552 — с Тенерифе, 104 — с Мадейры и 92 из Констанца». Император пил вино (макая в него печенье) за несколько недель до смерти, наступившей 5 мая 1821 года: он сделал это несмотря на тяжёлую болезнь, возражения со стороны окружения и врача. Кроме того, 26 апреля он пригубил немного констанского вина, но почувствовав рези в желудке перестал пить. По мнению некоторых исследователей (Бен Вейдер, Стен Форсхуфвуд и др.), именно Vin de Constance, доставлявшееся в бочках на остров и разливавшееся после этого в бутылки для личного употребления императором, послужило источником его медленного отравления мышьяком. По их версии, граф Монтолон, ответственный за продовольственное снабжение Наполеона, добавлял мышьяк в бочки с южноафриканским вином, что стало одной из главных причин преждевременной смерти императора. В мае 2021 года за 30 000 долларов США была продана одна из немногих сохранившихся бутылок вина Grand Constance 1821 года. По сообщению устроителей аукциона, вина урожая этого были предназначены для Наполеона и были доставлены на остров уже после его смерти. 
Вино из Констанции неоднократно фигурирует в литературе. Джейн Остин упоминает о престижном южноафриканском напитке в главе XXX романа «Чувство и чувствительность» (1811); вложив отзыв о нём в обращение вдовы миссис Дженнингс к Элинор Дэшвуд, как о проверенном средстве от психологических проблем: «— Дорогая, — сказала она с порога, — я только что вспомнила, что у меня осталась бутылка прекраснейшего старого констанциевского вина, лучшего в своём роде, и я налила бокал для вашей сестры. Бедный мой муж! Как же он его любил! Всякий раз, как у него начиналась жёлчная подагра, он пил его и приговаривал, что это вино приносит ему больше пользы, чем все лекарства на свете. Отнесите его своей сестре». Цитата из этого произведения представлена на коробке возрождённого Vin de Constance. В стихотворении Sed non satiata («Но не насытившаяся») Шарля Бодлера из сборника «Цветы зла» (1857) поэт, образно обращаясь к своей любовнице Жанне Дюваль, писал, что с её чарами не может сравниться даже так любимые им опиум и вино Констанция (Je préfère au constance, à l’opium…). В последнем (неоконченном) романе Чарльза Диккенса «Тайна Эдвина Друда» (1870), когда священника Септимуса Криспаркла посещали грустные мысли, его мать старалась развеять задумчивость сына при помощи «стаканчика констанции и домашних сухариков».